# Ceresium obscurum
Ceresium obscurum är en skalbaggsart som beskrevs av Fauvel 1906. Ceresium obscurum ingår i släktet Ceresium och familjen långhorningar. Inga underarter finns listade i Catalogue of Life.